# Korgom
Korgom ist eine Landgemeinde im Departement Tessaoua in Niger.

## Geographie
Korgom liegt am Übergang der Sahelzone zur Großlandschaft Sudan. Die Nachbargemeinden sind Baoudetta, Koona und Maïjirgui im Nordwesten, Garagoumsa und Kantché im Nordosten, Daouché im Südosten, Hawandawaki im Süden und Gazaoua im Südwesten.
Bei den Siedlungen im Gemeindegebiet handelt es sich um 39 Dörfer, 137 Weiler und zwei Lager. Der Hauptort der Landgemeinde ist das Dorf Korgom. Es liegt auf einer Höhe von 474 m.
Durch die Gemeinde verläuft das Trockental Goulbi May Farou.

## Geschichte

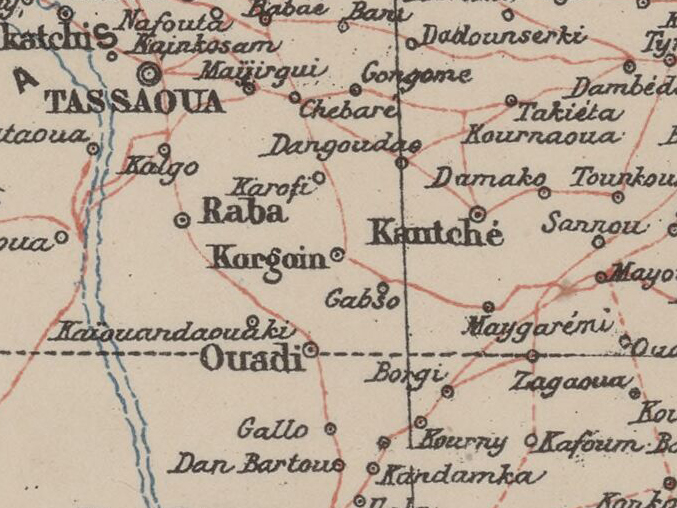
Ausschnitt einer Karte von 1903 mit Korgom (Korgoin) im Zentrum

Korgom gehörte Anfang des 19. Jahrhunderts zum Reich Katsina, das 1812 von den Fulbe erobert wurde. Im Jahr 1819 wurden die Fulbe aus dem Norden Katsinas zurückgedrängt, wo mit Maradi ein neuer Staat geschaffen wurde. Der Herrscher von Maradi verschenkte Korgom und Kantché an das Sultanat Zinder zum Dank dafür, dass ihm der Sultan von Zinder in der Kriegszeit Asyl gewährt hatte. Die Mission du Haut-Soudan, eine unter der Leitung des Offiziers Marius Gabriel Cazemajou stehende französische Militärexpedition zur Erforschung der Gebiete zwischen dem Fluss Niger und dem Tschadsee, erreichte Korgom am 6. April 1898. Abgesandte des Sultans Amadou dan Ténimoun begleiteten die Mission von hier aus nach Zinder. Die französische Kolonialverwaltung richtete Anfang des 20. Jahrhunderts einen Kanton in Korgom ein, dem 1923 der aufgelöste Kanton Koona angeschlossen wurde. Im Jahr 2002 wurden im Zuge einer landesweiten Verwaltungsreform die Landgemeinden Baoudetta, Hawandawaki und Koona aus dem Kanton Korgom herausgelöst. Aus dem verbliebenen Gebiet des Kantons ging die Landgemeinde Korgom hervor.

## Bevölkerung
Bei der Volkszählung 2012 hatte die Landgemeinde 68.057 Einwohner, die in 8.966 Haushalten lebten. Bei der Volkszählung 2001 betrug die Einwohnerzahl 36.563 in 5.058 Haushalten.
Im Hauptort lebten bei der Volkszählung 2012 2.917 Einwohner in 502 Haushalten, bei der Volkszählung 2001 2.508 in 347 Haushalten und bei der Volkszählung 1988 3.313 in 578 Haushalten.
In ethnischer Hinsicht ist die Gemeinde ein Siedlungsgebiet von Daurawa, Katsinawa, Iklan, Fulbe und Azna. Für letztere ist Korgom traditionell von besonderer Bedeutung.

## Politik
Der Gemeinderat (conseil municipal) hat 18 Mitglieder. Mit den Kommunalwahlen 2020 sind die Sitze im Gemeinderat wie folgt verteilt: 8 PNDS-Tarayya, 2 MDEN-Falala, 2 RDR-Tchanji, 2 RPP-Farilla, 1 CPR-Inganci, 1 MNSD-Nassara, 1 PPN-RDA und 1 RSD-Gaskiya.
Jeweils ein traditioneller Ortsvorsteher (chef traditionnel) steht an der Spitze von 37 Dörfern in der Gemeinde, darunter dem Hauptort.

## Wirtschaft und Infrastruktur
Die Gemeinde liegt am Übergang der Zone des Regenfeldbaus des Nordens zur Zone der Bewässerungsfeldwirtschaft des Südens. Das staatliche Versorgungszentrum für landwirtschaftliche Betriebsmittel und Materialien (CAIMA) unterhält eine Verkaufsstelle im Dorf Gabaouri. Die Niederschlagsmessstation im Hauptort liegt auf 370 m Höhe und wurde 1959 in Betrieb genommen.
Gesundheitszentren des Typs Centre de Santé Intégré (CSI) sind im Hauptort sowie in den Siedlungen Agama, Romaza und Toki vorhanden. Der CEG Korgom ist eine allgemein bildende Schule der Sekundarstufe des Typs Collège d’Enseignement Général (CEG). Beim Centre de Formation aux Métiers de Korgom (CFM Korgom) handelt es sich um ein Berufsausbildungszentrum.
Durch die Gemeinde führen die Nationalstraße 20 zwischen Gazaoua und der Staatsgrenze zu Nigeria sowie die Nationalstraße 46 zwischen der Nationalstraße 20 und Matamèye. Die Nationalstraße 46 verläuft auch durch den Gemeindehauptort Korgom.

## Partnergemeinde
- Andrésy in Frankreich (seit 2000)[19]